# Chicago Film Critics Association Award per la migliore attrice non protagonista
Il Chicago Film Critics Association Award per la migliore attrice non protagonista (CFCA for Best Supporting Actress) è una categoria di premi assegnata dalla Chicago Film Critics Association, per la migliore attrice non protagonista dell'anno.
A differenza di altri tipi di premi, essa è stata consegnata ininterrottamente dal 1989 in poi.

## Vincitori e candidati
I vincitori sono indicati in grassetto, con a seguire gli eventuali altri candidati.

### Anni 1980
- 1988
  - Frances McDormand - Mississippi Burning - Le radici dell'odio (Mississippi Burning)
- 1989
  - Laura San Giacomo - Sesso, bugie e videotape (Sex, Lies, and Videotape)

### Anni 1990
- 1990
  - Lorraine Bracco - Quei bravi ragazzi (Goodfellas)
  - Joan Cusack - Quei bravi ragazzi (Goodfellas)
  - Dianne Wiest - Edward mani di forbice (Edward Scissorhands)
- 1991
  - Mercedes Ruehl - La leggenda del re pescatore (The Fisher King)
- 1992
  - Judy Davis - Mariti e mogli (Husbands and Wives)
- 1993
  - Joan Allen - In cerca di Bobby Fischer (Searching for Bobby Fischer)
- 1994
  - Dianne Wiest - Pallottole su Broadway (Bullets Over Broadway)
- 1995
  - Joan Allen - Gli intrighi del potere - Nixon (Nixon)
  - Kathleen Quinlan - Apollo 13 (Apollo 13)
  - Kyra Sedgwick - Qualcosa di cui... sparlare (Something to Talk About)
  - Mira Sorvino - La dea dell'amore (Mighty Aphrodite)
  - Diane Venora - Heat - La sfida (Heat)
- 1996
  - Irma P. Hall - A Family Thing
  - Joan Allen - La seduzione del male (The Crucible)
  - Juliette Binoche - Il paziente inglese (The English Patient)
  - Barbara Hershey - Ritratto di signora (The Portrait of a Lady)
  - Natalie Portman - Beautiful Girls
- 1997
  - Debbi Morgan - La baia di Eva (Eve's Bayou)
  - Joan Allen - Tempesta di ghiaccio (The Ice Storm)
  - Joan Cusack - In & Out
  - Julianne Moore - Boogie Nights - L'altra Hollywood (Boogie Nights)
  - Sarah Polley - Il dolce domani (The Sweet Hereafter)
- 1998
  - Kathy Bates - I colori della vittoria (Primary Colors)
  - Joan Allen - Pleasantville
  - Kimberly Elise - Beloved
  - Rachel Griffiths - Hilary e Jackie (Hilary and Jackie)
  - Lisa Kudrow - The Opposite of Sex - L'esatto contrario del sesso (The Opposite of Sex)
- 1999
  - Chloë Sevigny - Boys Don't Cry
  - Catherine Keener - Essere John Malkovich (Being John Malkovich)
  - Angelina Jolie - Ragazze interrotte (Girl, Interrupted)
  - Julianne Moore - Un marito ideale (An Ideal Husband)
  - Samantha Morton - Accordi e disaccordi (Sweet and Lowdown)

### Anni 2000
- 2000
  - Frances McDormand - Quasi famosi (Almost Famous)
  - Kate Hudson - Quasi famosi (Almost Famous)
  - Julie Walters - Billy Elliot
  - Catherine Zeta-Jones - Traffic
  - Ziyi Zhang - La tigre e il dragone (Wòhǔ Cánglóng)
- 2001
  - Cameron Diaz - Vanilla Sky
  - Jennifer Connelly - A Beautiful Mind
  - Helen Mirren - Gosford Park
  - Maggie Smith - Gosford Park
  - Marisa Tomei - In the Bedroom
- 2002
  - Meryl Streep - Il ladro di orchidee (Adaptation.)
  - Kathy Bates - A proposito di Schmidt (About Schmidt)
  - Patricia Clarkson - Lontano dal Paradiso (Far from Heaven)
  - Julianne Moore - The Hours
  - Emily Mortimer - Lovely & Amazing
- 2003
  - Patricia Clarkson - Schegge di April (Pieces of April)
  - Ellen DeGeneres - Alla ricerca di Nemo (Finding Nemo)
  - Marcia Gay Harden - Mystic River
  - Holly Hunter - Thirteen - 13 anni (Thirteen)
  - Miranda Richardson - Spider
  - Renée Zellweger - Ritorno a Cold Mountain (Cold Mountain)
- 2004
  - Virginia Madsen - Sideways - In viaggio con Jack (Sideways)
- 2005
  - Maria Bello - A History of Violence
  - Amy Adams - Junebug
  - Scarlett Johansson - Match Point
  - Catherine Keener - Truman Capote - A sangue freddo (Capote)
  - Rachel Weisz - The Constant Gardener - La cospirazione (The Constant Gardener)
  - Michelle Williams - I segreti di Brokeback Mountain (Brokeback Mountain)
- 2006
  - Rinko Kikuchi - Babel
  - Adriana Barraza - Babel
  - Cate Blanchett - Diario di uno scandalo (Notes on a Scandal)
  - Abigail Breslin - Little Miss Sunshine
  - Toni Collette - Little Miss Sunshine
  - Jennifer Hudson - Dreamgirls
- 2007
  - Cate Blanchett - Io non sono qui (I'm Not There.)
  - Jennifer Jason Leigh - Il matrimonio di mia sorella (Margot at the Wedding)
  - Leslie Mann - Molto incinta (Knocked Up)
  - Amy Ryan - Gone Baby Gone
  - Tilda Swinton - Michael Clayton
- 2008
  - Kate Winslet - The Reader - A voce alta (The Reader)
  - Amy Adams - Il dubbio (Doubt)
  - Penélope Cruz - Vicky Cristina Barcelona
  - Viola Davis - Il dubbio (Doubt)
  - Rosemarie DeWitt - Rachel sta per sposarsi (Rachel Getting Married)
- 2009
  - Mo'Nique - Precious
  - Vera Farmiga - Tra le nuvole (Up in the Air)
  - Anna Kendrick - Tra le nuvole (Up in the Air)
  - Julianne Moore - A Single Man
  - Natalie Portman - Brothers

### Anni 2010
- 2010
  - Hailee Steinfeld - Il Grinta (True Grit)
  - Amy Adams - The Fighter
  - Helena Bonham Carter - Il discorso del re (The King's Speech)
  - Melissa Leo - The Fighter
  - Jacki Weaver - Animal Kingdom
- 2011
  - Jessica Chastain - The Tree of Life
  - Melissa McCarthy - Le amiche della sposa (Bridesmaids)
  - Carey Mulligan - Shame
  - Octavia Spencer - The Help
  - Shailene Woodley - Paradiso amaro (The Descendants)
- 2012
  - Amy Adams - The Master
  - Emily Blunt - Looper
  - Judi Dench - Skyfall
  - Sally Field - Lincoln
  - Anne Hathaway - Les Misérables
- 2013
  - Lupita Nyong'o - 12 anni schiavo (12 Years a Slave)
  - Scarlett Johansson - Lei (Her)
  - Jennifer Lawrence - American Hustle - L'apparenza inganna (American Hustle)
  - Léa Seydoux - La vita di Adele (La Vie d'Adèle - Chapitres 1 & 2)
  - June Squibb - Nebraska
- 2014
  - Patricia Arquette - Boyhood
  - Jessica Chastain - 1981: Indagine a New York (A Most Violent Year)
  - Laura Dern - Wild
  - Agata Kulesza - Ida
  - Emma Stone - Birdman
- 2015
  - Alicia Vikander - Ex Machina
  - Jennifer Jason Leigh - Anomalisa
  - Jennifer Jason Leigh - The Hateful Eight
  - Cynthia Nixon - James White
  - Kristen Stewart - Sils Maria (Clouds of Sils Maria)
- 2016
  - Michelle Williams - Manchester by the Sea
  - Viola Davis - Barriere (Fences)
  - Lily Gladstone - Certain Women
  - Naomie Harris - Moonlight
  - Janelle Monáe - Il diritto di contare (Hidden Figures)
- 2017
  - Laurie Metcalf - Lady Bird
  - Mary J. Blige - Mudbound
  - Holly Hunter - The Big Sick - Il matrimonio si può evitare... l'amore no (The Big Sick)
  - Allison Janney - Tonya (I, Tonya)
  - Lesley Manville - Il filo nascosto (Phantom Thread)
- 2018
  - Olivia Colman - La favorita (The Favourite)
  - Elizabeth Debicki - Widows - Eredità criminale (Widows)
  - Zoe Kazan - La ballata di Buster Scruggs (The Ballad of Buster Scruggs)
  - Regina King - Se la strada potesse parlare (If Beale Street Could Talk)
  - Rachel Weisz - La favorita (The Favourite)
- 2019
  - Florence Pugh - Piccole donne (Little Women)
  - Cho Yeo-jeong - Parasite (Gisaengchung)
  - Laura Dern - Storia di un matrimonio (Marriage Story)
  - Jennifer Lopez - Le ragazze di Wall Street - Business Is Business (Hustlers)
  - Zhao Shuzhen - The Farewell - Una bugia buona (The Farewell)

### Anni 2020
- 2020[1][2]
  - Marija Bakalova - Borat - Seguito di film cinema (Borat Subsequent Moviefilm)
  - Toni Collette - Sto pensando di finirla qui (I'm Thinking of Ending Things)
  - Amanda Seyfried - Mank
  - Letitia Wright - Mangrove
  - Yoon Yeo-jeong - Minari
- 2021[3][4]
  - Ruth Negga - Due donne - Passing (Passing)
  - Caitríona Balfe - Belfast
  - Jessie Buckley - La figlia oscura
  - Ariana DeBose - West Side Story
  - Riley Keough - Zola

- 2022[5][6]
  - Kerry Condon - Gli spiriti dell'isola (The Banshees of Inisherin)
  - Hong Chau - The Whale
  - Stephanie Hsu - Everything Everywhere All at Once
  - Janelle Monáe - Glass Onion - Knives Out (Glass Onion: A Knives Out Mystery)
  - Michelle Williams - The Fabelmans

- 2023[7][8]
  - Da'Vine Joy Randolph – The Holdovers - Lezioni di vita (The Holdovers)
  - Jodie Foster – Nyad - Oltre l'oceano (Nyad)
  - Sandra Hüller – La zona d'interesse (The Zone of Interest)
  - Rachel McAdams – Ci sei Dio? Sono io, Margaret (Are You There, God? It's Me, Margaret)
  - Julianne Moore – May December
- 2024[9]
  - Natasha Lyonne – His Three Daughters
  - Danielle Deadwyler – The Piano Lesson
  - Ariana Grande-Butera – Wicked (Wicked: Part I)
  - Margaret Qualley – The Substance
  - Zoe Saldana – Emilia Pérez